# Robert Esnault-Pelterie

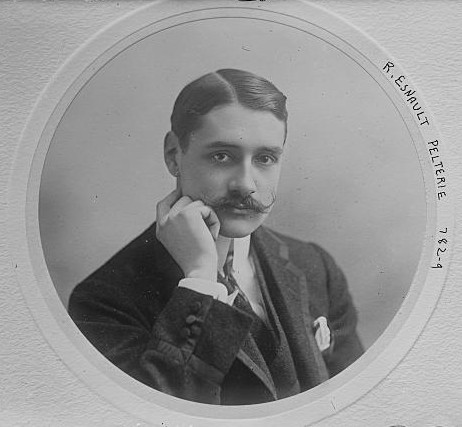
Esnault-Pelterie im Alter von 27 Jahren

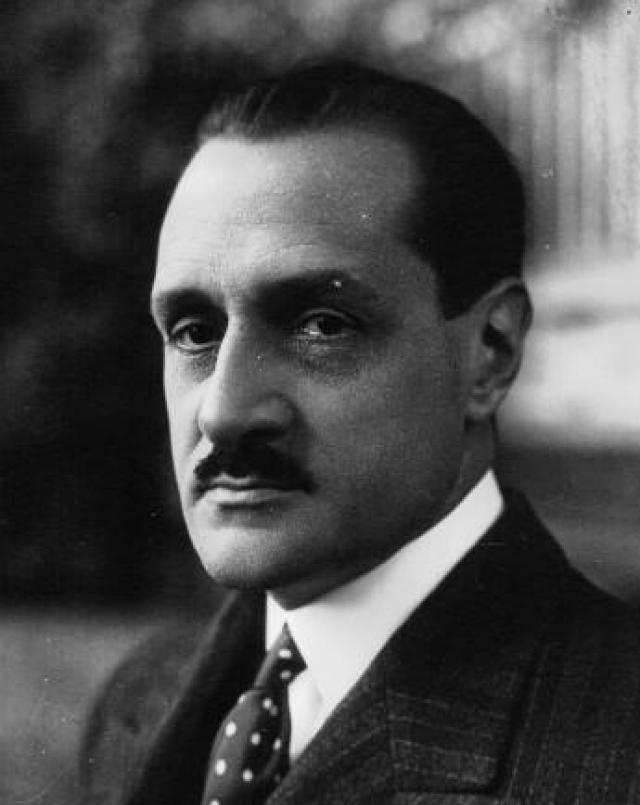
Robert Esnault-Pelterie (1930)

Robert Albert Charles Esnault-Pelterie (* 8. November 1881 in Paris; † 6. Dezember 1957, Ort unklar, vermutlich Paris oder Nizza) war ein französischer Luftfahrt- und Raketenpionier.

## Biographie
Robert Esnault-Pelterie, der Sohn eines Textilindustriellen studierte nach seiner Schulausbildung Physik in Paris und gab nach seinem Abschluss 1902 als Ingenieur der gerade in Frankreich aufstrebenden Luftfahrt „schwerer als Luft“ eine wissenschaftliche Grundlage. 1904 verwendete er als erster bei einem antriebslosen Doppeldecker-Gleitflugzeug Querruder. Er erfand den Steuerknüppel und ließ sich diese Einrichtung am 22. Januar 1907 in Paris patentieren (Patent Nr. 373818). Esnault-Pelterie baute einige Flugzeuge, etwa die R.E.P. 1, die er am 22. Oktober 1907 in der Nähe von Buc erstmals flog. Er entwickelte einen leichten und leistungsfähigen Sternmotor. Am 8. Juni 1908 flog seine R.E.P. 2 erstmals. Diese Maschine flog am 22. Mai 1909 rund 8 km weit. Die von ihm gegründete REP zur Herstellung von Flugzeugen und Flugmotoren existiert noch heute.
Nach einem Absturz am 18. Juni 1908 wandte er sich der Raketentechnik zu. Vor der Französischen Physikalischen Gesellschaft hielt er am 13. November 1912 einen Vortrag über die Möglichkeit des Raumfluges, der jedoch mit Skepsis aufgenommen wurde. Während des Ersten Weltkrieges diente er in der Armee und wurde auch ausgezeichnet.
Nach Ende der Kampfhandlungen bewies er durch Experimente, dass der spezifische Impuls damaliger Raketentriebwerke ausreichte, um in das Weltall zu gelangen. Er arbeitete weiter auf dem Gebiet, da sein Patent für den Steuerknüppel ihn zu einem reichen Mann gemacht hatte. Sein Vortrag über Die Erforschung der hohen Atmosphäre mit Raketen und die Möglichkeit interplanetarer Flüge, am 8. Juni 1927 vor der Französischen Astronomischen Gesellschaft gehalten, erregte internationale Aufmerksamkeit. Um die Raketentechnik zu fördern, stiftete er zusammen mit dem Bankier André-Louis Hirsch den mit 5.000 Francs dotierten Prix international d'astronautique (REP-Hirsch-Preis). Erster Preisträger war Hermann Oberth.
1928 heiratete er während einer Überfahrt nach New York Carmen de Quiros. Er arbeitete an seinem Hauptwerk L'Astronautique (Die Astronautik), das 1930 erschien. Er begann mit Experimenten zu Flüssigkeitsraketen mit verschiedenen Treibstoffen. Dabei verlor er 1931 bei einem Unfall in seinem Boulogner Labor vier Finger seiner linken Hand.
1934 erhielt er einen staatlichen Forschungsauftrag über die Entwicklung von Raketenantrieben. Esnault-Pelterie war einer der ersten, der den Atomantrieb für die Raumfahrt propagierte, kurz nachdem die Möglichkeit der Kernspaltung bekannt wurde. Der Einmarsch der Deutschen 1940 ließ ihn seine Arbeit jedoch einstellen. Nach dem Zweiten Weltkrieg stellte er sein Wissen in Konferenzen wieder der Raumfahrt zur Verfügung, beschäftigte sich jedoch mehr mit philosophischen Themen.

## Auszeichnungen
- 1930 Jules-Janssen-Preis
- 1936 Mitglied der Académie des sciences
- 1970 Benennung des Mondkraters Esnault-Pelterie nach ihm

## Veröffentlichungen (Auswahl)
- Moteur extra léger à explosion. In: Mémoires de la Société des ingénieurs civils de France. 2, 1907, ISSN 0371-0203, S. 610–640, Planche 152, 153, (auch Separatum 1908).
- Considérations sur les résultats d'un allégement indéfini des moteurs. In: Journal de physique théorique et appliquée. 5. Série, 3, Mars 1913, ISSN 0368-3893, S. 218–230, (auch Separatum 1913).
- L′exploration par fusées de la très haute atmosphère et la possibilité des voyages interplanétaires. Conférence faite à l'Assemblée générale de la Société astronomique de France, le 8 juin 1927. Société Astronomique de France, Paris 1928 (Vortrag).
- Astronautik und Relativitätstheorie. In: Die Rakete. August–Oktober 1928.
- L'Astronautique. 2 Bände. Lahure, Paris 1930–35.